# Theodor Magnus Fries
Theodor Magnus Fries (ur. 28 października 1832 w Femsjö, zm. 29 marca 1913 w Uppsali) – szwedzki botanik i lichenolog.
Był synem Eliasa Magnusa Friesa i tak samo jak ojciec również studiował botanikę. Doktorat uzyskał w 1857 r. na Uniwersytecie w Uppsali. W 1865 r. został członkiem Królewskiej Szwedzkiej Akademii Nauk, a w 1877 r. profesorem botaniki i ekonomii stosowanej w Uppsali. Jego najbardziej znaną pracą była Lichenographia scandinavica (1871–1874). Opublikował także dwutomową biografię Karola Linneusza.
Jego synowie Thore Christian Elias Fries i Robert Elias Fries również zostali botanikami.
Opisał nowe gatunki porostów i grzybów. W nazwach naukowych utworzonych przez niego taksonów dodawany jest skrót jego nazwiska Th. Fr.